# Bitwa o Wolmi-do
Bitwa o Wolmi-do – starcie zbrojne, które miało miejsce w 1950 r., w trakcie wojny koreańskiej.

## Historia
Walki o Wolmi-do poprzedziły zajęcie Inczonu przez wojska amerykańskie. Dnia 13 września w rejon Inczon przybyła wydzielona ze składu Task Force 90 grupa okrętów amerykańskich oraz brytyjskich pod dowództwem kontradmirała Higginsa – łącznie 4 krążowniki i 6 niszczycieli. Około południa, krążowniki rzuciły kotwice w odległości 11–14 kabli od Wolmi-do, rozpoczynając ostrzał wysepki. Godzinę później jednostki amerykańskie zbliżyły się jeszcze bardziej wywołując reakcję obrony północno-koreańskiej. Działa obrony poważnie uszkodziły niszczyciel USS „Collet”, niszcząc na nim m.in. messę oficerską. Uszkodzonego „Colleta” odholował niszczyciel USS „Gurke”, który w trakcie akcji otrzymał trzy trafienia. Także niszczyciele USS „Henderson” oraz USS „Swanson” zostały uszkodzone. W tej sytuacji adm. Higgins nakazał wycofanie niszczycieli i rozpoczęcie ostrzału stanowisk przeciwnika przez krążowniki.

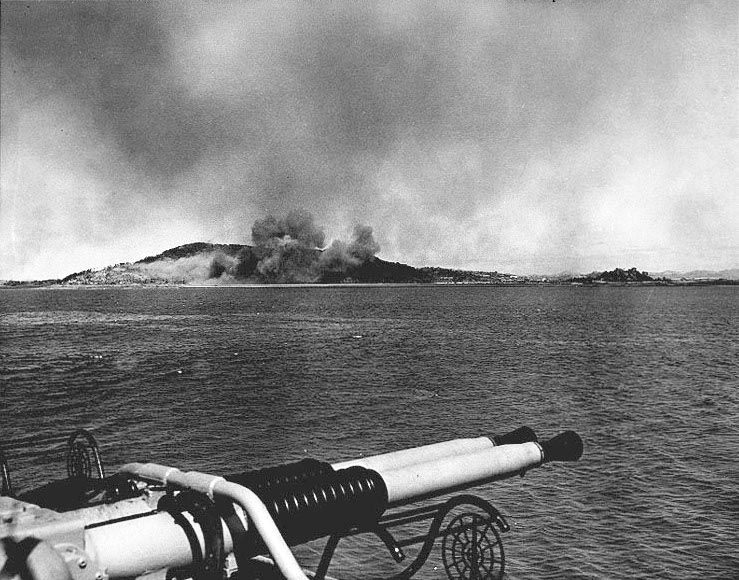
Ostrzał wysepki Wolmi-do

Ostrzał trwający 2,5 godziny nie przyniósł jednak większych sukcesów. Dnia 14 września rozpoczął się atak lotniczy, a po nim kolejne bombardowanie z niszczycieli. W tym dniu Amerykanie utracili m.in. jeden z trałowców, który osadzono na mieliźnie. Z 5 dział koreańskich zniszczono 3, reszta jednak po zmianie pozycji ogniowych nadal odpowiadała ogniem.
Po tych atakach z łącznej liczby stacjonujących w garnizonie 450 żołnierzy koreańskich pozostało zaledwie 100 ludzi w tym ponad 60 rannych. 15 września jednostki amerykańskie zajęły pozycję w odległości 3,5 mil morskich od wyspy rozpoczynając przeładunek wojska na kutry i barki desantowe. Po kolejnym bombardowaniu stanowisk obrony nieprzyjaciela, na wyspie pozostało już zaledwie 37 żywych obrońców. Następnego dnia rano nastąpił desant Marines, którzy opanowali stanowiska obrony koreańskiej zajmując całą wysepkę. Następnie Amerykanie zajęli stanowiska w pobliżu grobli łączącej Wolmi-do z lądem stałym. Po wysadzeniu na wyspę kolejnych jednostek (3 batalion wraz z czołgami, pluton saperów i jednostka chirurgiczna) zakończył się pierwszy etap operacji inczońskiej.